# Heart of Steel (dal)
A Heart of Steel (magyarul: Acélszívű) az ukrán Tvorchi duó dala, mellyel Ukrajnát képviselték a 2023-as Eurovíziós Dalfesztiválon Liverpoolban. A dal 2022. december 17-én, az ukrán nemzeti döntőben, a Vidbir alatt megszerzett győzelemmel érdemelte ki a dalversenyen való indulás jogát.

## Eurovíziós Dalfesztivál
2022. október 27-én a Szuszpilne bejelentette a 2023-as Vidbir résztvevőinek teljes listáját, amelyen a duó is szerepelt. Ezt a listát november 17-re redukálták le csupán tíz előadóra, és ekkor vált hivatalossá, hogy a Tvorchi alábbi dala is bekerült az ukrán nemzeti döntő mezőnyébe. A Heart of Steel december 1-jén jelent meg. A dal december 17-én megnyerte a nemzeti döntőt, ahol a szakmai zsűri, valamint a nézői szavazatok együttese alakította ki a végeredményt. A szakmai zsűri szavazatai alapján második, míg a nézői szavazáson az első helyezést érték el, ezzel 19 pontot összegyűjtve az első helyen végeztek és megnyerték a versenyt, így az alábbi dallal képviselik Ukrajnát az Eurovíziós Dalfesztiválon.
A dalfesztivál előtt a litván nemzeti döntőben, Barcelonában, Tel-Avivban és Amszterdamban eurovíziós rendezvényeken népszerűsítik versenydalukat.
Mivel Ukrajna a dalverseny előző évi győztes országa, ezért a dal az Eurovíziós Dalfesztiválon először a május 13-án rendezett döntőben versenyzett, de előtte a második elődöntő zsűris főpróbáján is előadták. A döntőben fellépési sorrendben tizenkilencedikként léptek fel, a Moldovát képviselő Pasha Parfeni Soarele și luna című dala után és a Norvégiát képviselő Alessandra Queen of Kings című dala előtt. A zsűri szavazáson a tizenötödik helyen végeztek 54 ponttal (Csehországtól maximális pontot kaptak), míg a nézői szavazáson a negyedik helyen végeztek 189 ponttal (Csehországtól, Lengyelországtól, Moldovától és Portugáliától maximális pontot kaptak), így összesítésben 243 ponttal a verseny hatodik helyezettjei lettek.
A következő ukrán induló Alyona Alyona és Jerry Heil Teresa & Maria című dala volt a 2024-es Eurovíziós Dalfesztiválon.

### Kapott pontok
Döntő
| Zsűri | 54  | 10 | 4 |  |   | 6  |   |   | 2 |   | 1 |  |   |   |    |  | 7 | 3 |    |   |   |  |    |   |  |  |   |    | 7 |   |    | 12 |  |  |  | 2  |   |   |
| Nézők | 189 | 8  | 7 |  | 5 | 12 | 7 | 6 | 7 | 5 | 4 |  | 1 | 7 | 12 |  | 8 | 1 | 12 | 4 | 2 |  | 10 | 1 |  |  | 7 | 10 | 8 | 4 | 10 | 12 |  |  |  | 10 | 4 | 5 |

## Háttér
A dal a nukleáris hadviselés veszélyeire figyelmeztet. Egy interjúban a duó elárulta, hogy egyik inspirációjuk a dalfesztivál eredete volt.
A dal utalt az Eurovíziós Dalfesztivál létrehozásának céljára, ugyanis a verseny a második világháború után jött létre Európa egyesítésének céljával. Ma, míg egyesek nukleáris fenyegetéseket tesznek, acélszívű embereink védik egész Európát.
A dal üzenete, hogy ne adjuk fel a viszontagságokkal szemben. A dal hivatalos videóklipjében szerepel egy portál a valóság és a túlvilág között, a zenekar szerint az emberiség dönti el, mi vár rájuk a jövőben.

## Dalszöveg
| Don't care what you say Don't care how you feel Get out of my way Cos I got a heart of steel – A dal refrénje | Ne érdekeljen amit mondasz Ne érdekeljen amit érzel Félre az utamból Mert acélszívem van – A dal refrénje magyarul |

## Galéria

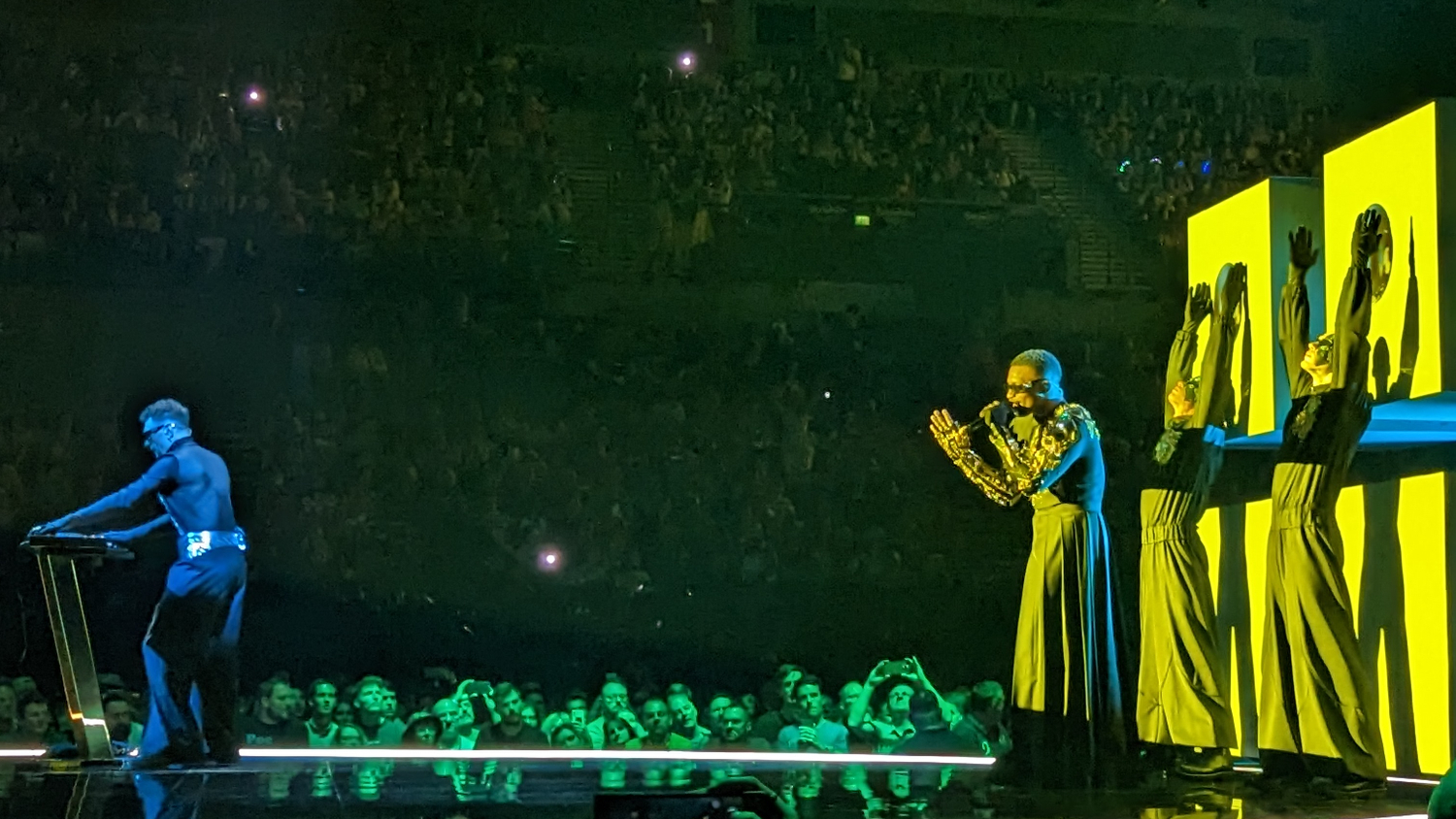
Az elődöntő főpróbáján
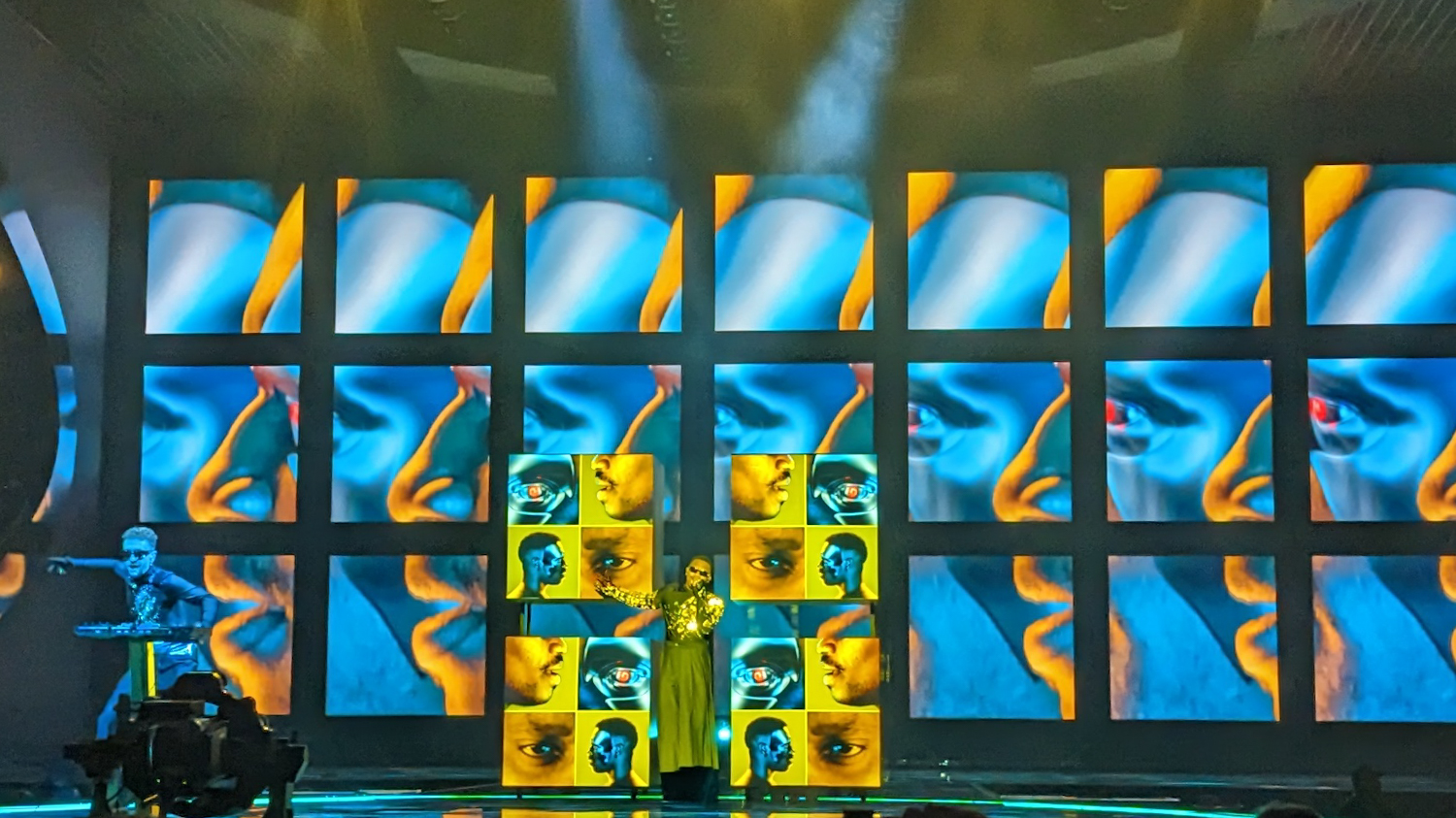
A döntőben